# Prionospio henriki
Prionospio henriki är en ringmaskart som beskrevs av Hylleberg och Nateewathana 1991. Prionospio henriki ingår i släktet Prionospio och familjen Spionidae. Inga underarter finns listade i Catalogue of Life.